# Cecilia Andersson
Pour les articles homonymes, voir Andersson.
Cecilia Andersson (née le 4 octobre 1982 à Väddö en Suède) est une joueuse suédoise de hockey sur glace qui a évolué en ligue élite féminine en tant que gardienne de but. Elle a remporté une médaille d'argent olympique aux jeux olympiques de 2006 à Turin.

## Statistiques

### En club
| Saison    | Équipe                | Ligue    |                            | Saison régulière           | Saison régulière           | Saison régulière           | Saison régulière           | Saison régulière           | Saison régulière           | Saison régulière           |                            | Séries éliminatoires       | Séries éliminatoires       | Séries éliminatoires       | Séries éliminatoires       | Séries éliminatoires       | Séries éliminatoires | Séries éliminatoires |
| Saison    | Équipe                | Ligue    | PJ                         | Min                        | BC                         | Moy                        | % Arr                      | Bl                         | Pun                        | PJ                         | Min                        | BC                         | Moy                        | % Arr                      | Bl                         | Pun                        |                      |                      |
| 2003-2004 | Stingers de Concordia | U Sports | Statistiques indisponibles | Statistiques indisponibles | Statistiques indisponibles | Statistiques indisponibles | Statistiques indisponibles | Statistiques indisponibles | Statistiques indisponibles | Statistiques indisponibles | Statistiques indisponibles | Statistiques indisponibles | Statistiques indisponibles | Statistiques indisponibles | Statistiques indisponibles | Statistiques indisponibles |                      |                      |
| 2004-2005 | Stingers de Concordia | U Sports | Statistiques indisponibles | Statistiques indisponibles | Statistiques indisponibles | Statistiques indisponibles | Statistiques indisponibles | Statistiques indisponibles | Statistiques indisponibles | Statistiques indisponibles | Statistiques indisponibles | Statistiques indisponibles | Statistiques indisponibles | Statistiques indisponibles | Statistiques indisponibles | Statistiques indisponibles |                      |                      |
| 2005-2006 | Stingers de Concordia | U Sports | Statistiques indisponibles | Statistiques indisponibles | Statistiques indisponibles | Statistiques indisponibles | Statistiques indisponibles | Statistiques indisponibles | Statistiques indisponibles | Statistiques indisponibles | Statistiques indisponibles | Statistiques indisponibles | Statistiques indisponibles | Statistiques indisponibles | Statistiques indisponibles | Statistiques indisponibles |                      |                      |
| 2007-2008 | Stars de Montréal     | LCHF     | 6                          |                            |                            | 2,66                       |                            |                            |                            |                            |                            |                            |                            |                            |                            |                            |                      |                      |

| Année | Équipe | Compétition          |   | PJ | Min | BC   | Moy  | % Arr | Bl | Pun                |  | Résultat |
| 2005  | Suède  | Championnat du monde | 3 |    |     | 3,31 | 80   |       |    | Médaille de bronze |  |          |
| 2006  | Suède  | Jeux olympiques      | 2 |    |     | 4    | 84,3 |       |    | Médaille d'argent  |  |          |

## Trophées et honneur personnel
- Médaille d'argent olympique de hockey sur glace féminin en 2006 à Turin (Italie).